# 临江镇 (文县)
临江镇，是中华人民共和国甘肃省陇南市文县下辖的一个乡镇级行政单位。
2014年，甘肃省民政厅批复同意撤销临江乡，设立临江镇。

## 行政区划
临江镇下辖以下地区：
蒋家湾村、羊儿坝村、临江村、元岭山村、东风村、大坪村、月亮坝村、草坡村、欧家坝村、寨子村、四新村、蒋冯村和巩固村。